# Pixels (cortometraje)
Pixels es un cortometraje para internet creado y dirigido por Patrick Jean, y producido por Benjamin Darras y Johnny Alves. fue grabada en Nueva York, Estados Unidos y La historia trata de la invasión en la ciudad de Nueva York de una nube de pixeles que se desfragmenta y se convierte en videojuegos como Space Invaders, Pac-Man, Tetris, Arkanoid, entre otros, y terminan conquistando al mundo.
Este video fue creado en conmemoración de los primeros videojuegos. El video fue tomado más tarde por Adam Sandler para la película del 2015.

## Sinopsis
Una típica escena de ciudad: pasa un señor cualquiera a tirar un televisor descompuesto a la basura. Aquí es donde llega lo extraño, el televisor de la nada se prende, y empieza a transmitir la imagen de una bomba, y esa bomba rompe el televisor liberando la nube de pixeles.
Esa nube de pixeles va a Nueva York, y se empieza a dividir en fragmentos independientes que se convierten en videojuegos.
Space Invaders: El primero es Space Invaders, lanza rayos a los automóviles, los convierten en pixeles y luego se desmoronan.
Pac-Man: Después pasa el siguiente juego, Pac-Man, que se come las estaciones del metro de Nueva York.
Tetris: Luego aparece un juego muy popular, Tetris. Estos caen en los edificios de los suburbios de Nueva York, y al completar las hileras, estas desaparecen con plantas.
Arkanoid: Nos llega otro juego, Arkanoid, éste, en lugar de destrozar bloques de colores, lo que destroza son los ladrillos del Puente de Brooklyn que al final termina sucumbiendo.
Donkey Kong: En la punta del Empire State está Donkey Kong, desde donde lanza sus tan conocidos barriles hacia las calles. El barril rompe un grifo de donde sale agua de pixeles.
Frogger: El último videojuego en debutar es Frogger, que cruza una de las calles de Nueva York, aquí curiosamente no causa daño alguno.
Bomba, final y créditos: Ya terminada estas escenas de destrucción sale una bomba gigante que estalla liberando pixeles individuales que se esparcen por todo el mundo y se ve cómo los edificios en Nueva York, se convierten en pixeles. Finalmente, se ve la Tierra que se convierte en pixeles de alta resolución, después baja la resolución y se usan menos pixeles, hasta que la tierra se convierte, después de tan baja resolución, en solo un pixel azul.